# Portage, Michigan
Portage är en stad (city) i Kalamazoo County i Michigan. Vid 2010 års folkräkning hade Portage 46 292 invånare.